# Nerodia paucimaculata
Espèce
Synonymes
- Natrix harteri paucimaculata Tinkle & Conant, 1961
- Nerodia harteri paucimaculata (Tinkle & Conant, 1961)

Statut de conservation UICN

 NT  : Quasi menacé
Nerodia paucimaculata est une espèce de serpents de la famille des Natricidae. 

## Répartition
Cette espèce est endémique du Texas aux États-Unis,.

## Publication originale
- Tinkle & Conant, 1961 : The Rediscovery of the Water Snake, Natrix harteri, in Western Texas, with the Description of a New Subspecies. The Southwestern Naturalist, vol. 6, no 1, p. 33-44.